# Фром (озеро)
Фром (англ. Lake Frome) — велике безстічне озеро в австралійському штаті Південна Австралія, розташоване на схід від хребта Фліндерс. Фром являє собою велике, мілководне пересихаючих озер, вкрите кіркою солі. Довжина озера становить близько 100 км, а ширина — 40 км. Більша частина озера знаходиться нижче рівня Світового океану. Площа — 2,59 км². Зрідка наповнюється солонуватою водою з пересихаючих криків, що беруть початок у хребті Фліндерс, розташованому на захід від озера, або ж виключно водою з річки Стшелецький-Крік на півночі. Опадів в районі озера випадає від 149 до 216 мм на рік.
На заході озеро Фром примикає до Національного парку Хребет Вулкатуна-Гаммон (англ. Vulkathunha-Gammon Ranges National Park), на півночі з'єднане річкою Солт-Крік з озером Каллабонна, на сході межує з пустелею Стшелецько, а на півдні — з пасовищного господарством "Фром -Даунс ". Кількість опадів у регіоні, де розташоване озеро, мінімальне, а найближчий населений пункт, село Аркарула, знаходиться за 40 км на північний захід. У безпосередній близькості від озера знаходяться два великих родовища урану.
Озеро названо в 1843 році на честь британського офіцера і генерального землеміра Південної Австралії Едварда Чарльза Фром. У 1991 році на увазі «регіональної геологічної значущості» озеро Фром було оголошено регіональним заповідником.

## Галерея

Знімок озера із супутника
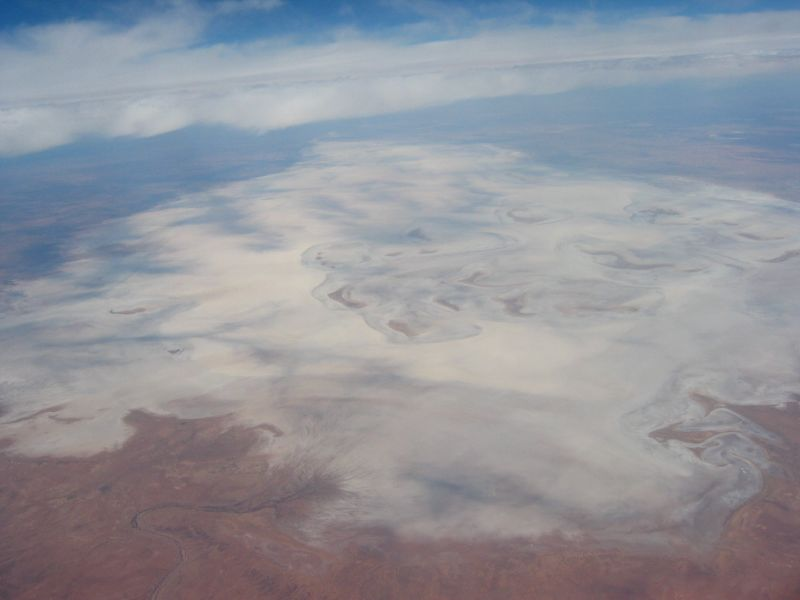
Вид на озеро з повітря

1. 1 2  https://www.legislation.sa.gov.au/__legislation/lz/v/p/2021/national%20parks%20and%20wildlife%20(lake%20frome%20national%20park)%20proclamation%202021_25.11.2021%20p%204140/25.11.2021%20p%204140.un.pdf
2. 1 2  https://www.legislation.sa.gov.au/__legislation/lz/v/p/2021/national%20parks%20and%20wildlife%20(lake%20frome%20regional%20reserve)%20proclamation%202021_25.11.2021%20p%204141/25.11.2021%20p%204141.un.pdf